# Evenskjer
Evenskjer är en tätort och kyrkby i Tjeldsunds kommun i Troms fylke i norra Norge. Orten ligger vid Europaväg 10, på östra sidan av Tjeldsundet. Här finns Skånlands kyrka. Den utgör kommunens centralort såväl som största tätort.
Orten utgjorde tidigare centralort i dåvarande Skånlands kommun.

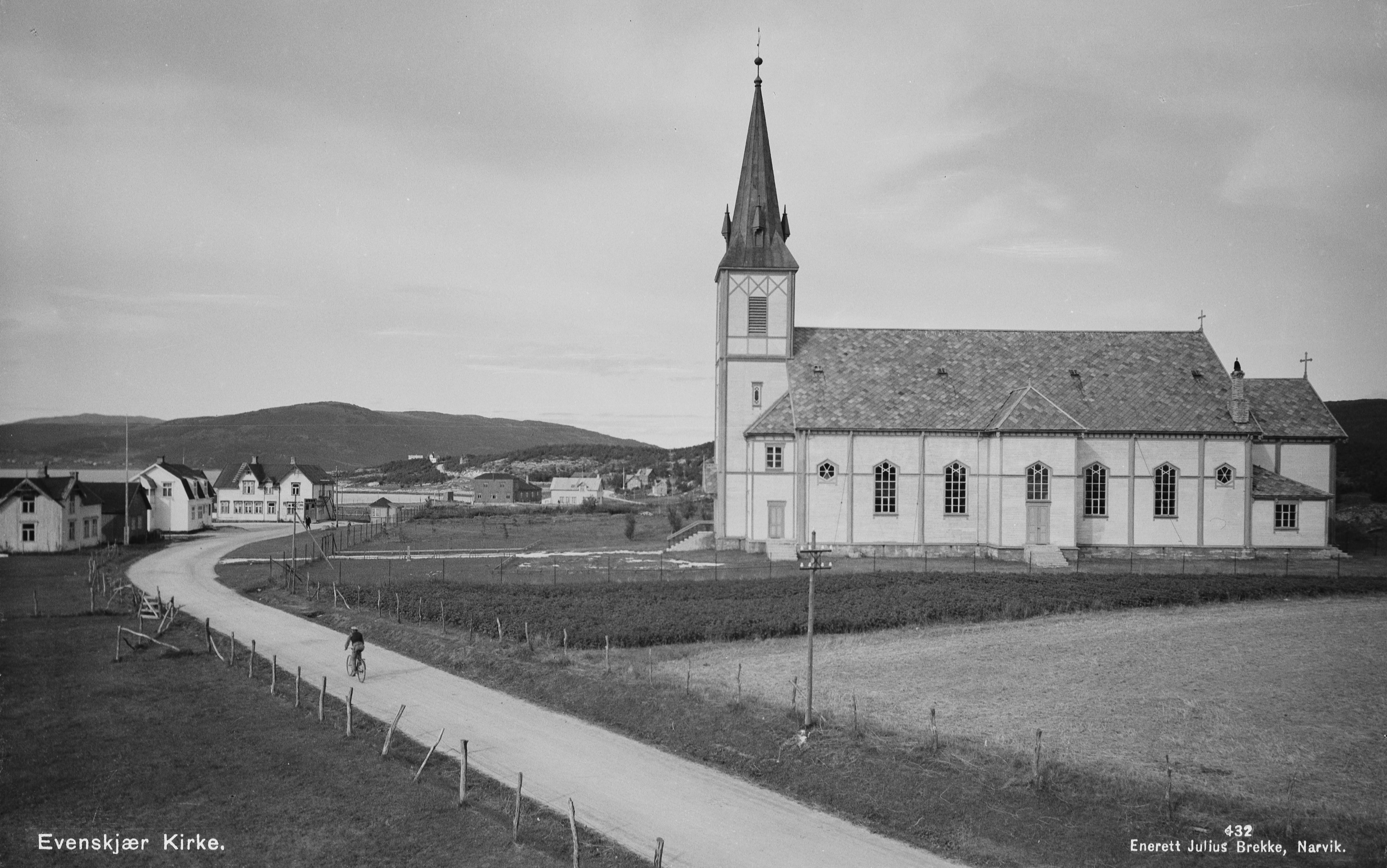
Skånlands kyrka.